# Triple saut sans élan

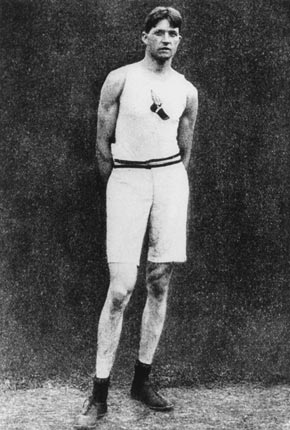
Ray Ewry, double médaillé d'or en triple saut sans élan lors des JOs de 1900 & 1904.

Le triple saut sans élan est une discipline de l'athlétisme tombée en désuétude mais qui fut pratiqué aux Jeux olympiques de 1900 et 1904. C'est l'une des trois variantes sans élan des épreuves de saut en athlétisme, avec le saut en hauteur sans élan et le saut en longueur sans élan.
Le triple saut sans élan est toujours utilisé comme exercice d'entraînement.

## Médaillés olympiques
- Jeux olympiques de 1900 : Ray Ewry (États-Unis, or), Irving Baxter (États-Unis, argent), Robert Garrett (États-Unis, bronze)[2]
- Jeux olympiques de 1904 : Ray Ewry (États-Unis, or), Charles King (États-Unis, argent), James Stadler (États-Unis, bronze)